# Corbera
Corbera é um município da Espanha, na província de Valência, Comunidade Valenciana. Tem 20,3 km² de área e em 2021 tinha 3 088 habitantes (densidade: 152,1 hab./km²). Pertence à comarca da Ribera Baixa, e limita com os municípios de Fortaleny, Polinyà de Xúquer, Cullera, Llaurí, Riola, Benicull de Xúquer e Alzira.